# São Ludgero
São Ludgero là một đô thị thuộc bang Santa Catarina, Brasil. Đô thị này có diện tích 120 km², dân số năm 2007 là 10494 người, mật độ 87,5 người/km².